# Mari Pangestu
Mari Pangestu, née le 23 octobre 1956, est une femme politique indonésienne, ancienne ministre des PME, puis du Commerce puis du ministre du Tourisme et de l'Économie créative.
En décembre 2012, elle est pressentie pour diriger l'Organisation mondiale du commerce, avant que le diplomate brésilien Roberto Azevêdo soit finalement désigné.